# Alfonso Signorini Show
Alfonso Signorini Show è stato un programma radiofonico, in onda dal 2006 al 2016 su Radio Monte Carlo, condotto da Alfonso Signorini.

## Il programma
Il programma, che andava in onda dal lunedì al sabato, si occupava principalmente di scoop legati al mondo Vip e notizie di attualità. Il conduttore per alcune edizioni è stato affiancato da Caterina Balivo e Luisella Berrino.
In ogni puntata vi erano ospiti famosi nazionali e internazionali. La sigla d’apertura era costituita dalla canzone “L’amore verrà” di Nina Zilli, reinterpretazione di “You can’t hurry love” dei The Supremers.

### La chiusura
Nel 2016 il programma fu chiuso dall’emittente radiofonica senza alcuna spiegazione stando a quanto affermò il conduttore. Poi Il Programma Riapre a Settembre In Onda Sulla Emittente Televisiva di Radio Monte Carlo Mentre Al Grande Fratello C'è Simona Ventura Che Sostuisce Alfonso Signorini